# Masdevallia glomerosa
Masdevallia glomerosa är en orkidéart som beskrevs av Carlyle August Luer och Angel Andreetta. Masdevallia glomerosa ingår i släktet Masdevallia och familjen orkidéer. Inga underarter finns listade i Catalogue of Life.